# 安達哲治
安達 哲治（あだち てつじ、1948年6月28日 - ）は日本を代表するバレエ洋踊家の一人。香川県丸亀市出身。

## 略歴・受賞歴
1979年　専修学校教員認定授与
1991年　文化庁芸術祭賞受賞（個人）
1993年　文化庁在外特別研修員（パリオペラ座、ロイヤルバレエ団）
2000年　文化庁芸術祭優秀賞受賞（NBAバレエ団）
2004年　橘秋子賞特別賞受賞（個人）
2005年　舞踊批評家協会賞受賞（NBAバレエ団）
2006年　ジャクソン国際バレエコンクール審査員
2011年　丸亀市文化観光大使委嘱
2014年　著書「バレエコンクール審査員は何を視るか？」
2020年　丸亀市文化振興賞受賞

## 来歴

### 子供時代
1948年、安達家の次男として丸亀市で生まれる。芸事の好きな両親の進めで近藤博バレエ研究所の近藤博氏に5歳から手ほどきを受ける。褒めて教える教育方針でおだてられのびのびと育てられた。舞踊資料の乏しい戦後すぐの時代にあってもヨーロッパの革新を取り入れて、バレエリュスの作品も手掛け、今の安達哲治の核を作った。
丸亀市立城北小学校、丸亀市立東中学校を経て香川県立丸亀高校へ進む。当時は東京オリンピック（1964年）に触発されて陸上部に所属する。
高校時代、キーロフバレエ団の日本公演でユーリー・ソロヴィヨフ（キーロフバレエ団・現マリインスキー劇場バレエ）の超絶技巧に魅了され、バレエで一人前になりたいと考えていた。

### 丸亀から京都へ
1967年、同志社大学入学とともに有馬龍子バレエ団に入団し、有馬龍子、薄井憲二に師事しエトワールとして活躍しながら、勉学するも大学は70年安保に突入し大学も封鎖される。自分がどうあるべきか考えながらも一貫して舞踊は続けた。有馬龍子の創作バレエ、日本物の創作バレエ、薄井憲二の古典バレエ、バレエリュスの作品、東勇作のバレエ、有馬五郎、石田種生の作品など多岐にわたり大きな経験を積む。

### 京都から東京へ
1973年、25歳で東京に出る。漆原宏樹（現在、日本バレエ協会専務理事）の内弟子となり感性を磨かれ、1975年、牧阿佐美バレヱ団に入団しすべての公演に参加する。1978年の海外ツアーに参加、草刈民代の最初のパートナーをこなし、ソリストとなる。牧阿佐美の舞踊センスと感性に多くを学び、古典の新演出の数々をロイヤルバレエのウエスト・モーランドの作品を通してグランドバレエの演出法を学ぶ。ほかにアレクサンドラ・ダニロワ、ウイリアム・ダラーなどの作品に出演し、バレエの醍醐味を学ぶ。
この牧時代にも、有馬龍子バレエ団の活動や教師、日本バレエ協会作品、スターダンサーズ・バレエ団のレギュラーソリスト、東京バレエセンター、佐多達枝リサイタルまたNHKバレエの夕べに続けて出演していた。
一方、有馬龍子バレエ団は1976年京都バレエ専門学校の設立となり、島田廣、薄井憲二、有馬五郎、石田種生ら日本のバレエを築いた諸先輩に交じり安達哲治も専修学校認定教師の資格を取得しパリオペラ座の至宝イヴェット・ショヴィレが名誉校長に迎えられスタートする。以後安達はイヴェット・ショヴィレを師事しあらゆる作品の指導を受けるとともに、作品の解釈を学ぶ。また、有馬龍子バレエ団の3回に渡るヨーロッパ公演での“屏風”では高い評価を受ける。今も専門学校の主任教授として若い目の育成に務めている。

### ダンサーから振付家、教師へ
1998年、牧阿佐美バレヱ団を45歳で退職後、1988年設立したミタカバレエアカデミーと京都バレエ専門学校の仕事を進める中、1992年「境域」の自主公演（主演に川口ゆり子、今村博明、有馬五郎を迎えて）で文化庁芸術祭賞を受賞する。同年受賞者には演劇部門で杉村春子、中村吉右衛門らがいる。
翌年、文化庁在外特別研修員に選ばれパリ・オペラ座、ロイヤル・バレエ団で研修する。
帰国後、1994年NBAバレエ団の立ち上げに参加し理事として新スタートし1997年NBAバレエ団芸術総監督となり2012年の退職まで新バレエ団の礎を築く。
1. 高度な文化芸術の伸長
2. 芸術文化の裾野拡大
3. 芸術家の地位拡大

をメインに、日本の有名バレエ団の一つとなる。
2000年、バレエ団を文化庁芸術祭賞優秀賞受賞に導き、2002年にはロシアのエポックメーキングな作品の復元によりロシアより招聘されロシアツアーが実現した。
2005年、復元作品により舞踊批評家協会賞を受賞する。
安達哲治のバレエ団での代表作は「アルレキナーダ」全幕の復元、「ジゼル」全幕、「コッペリア」全幕、「くるみ割り人形」全幕、子供のための「白鳥の湖」全幕、ほか多数の古典バレエ。特筆すべきは今日の革新的な21世紀の発展の原点となったフョードル・ロプホフの「ダンスシンフォニー」の世界復元初演を果たしたこと。また、サン・レオン振り付けの「背むしの子馬」第二幕 幻の島の日本初演、マリウス・プティパ振り付けの「騎兵隊の休止」の日本人ダンサーよる日本初演を果たしたことである。一方、創作バレエとして「名残橋」「奇跡の人」「四季」「バッハ・チェロ無伴奏組曲」「カレイドスコープ」「カルミナ・ブラーナ」「インパルス」ほか多数手掛けた。

### 現在
NBAバレエ団芸術総監督を2012年に退職後、ミタカバレエアカデミーと京都バレエ専門学校の主任教授をメインに全国での依頼公演振付、ワークショップをこなしている。
また、全日本バレエコンクール審査員を務め、2009年から2期4年間、公益社団法人日本バレエ協会理事に選任され全日本バレエコンクール組織委員長を2018年まで務める。
現在、三鷹市洋舞連盟会長、ミタカバレエアカデミー主宰、京都バレエ専門学校主任教授、丸亀市文化観光大使（2011年から）として活躍している。

## 著書
- バレエコンクール審査員は何を視るか？[4]